# آنتونیو رسی‌نس
آنتونیو رِسی‌نـِـس (اسپانیایی: Antonio Resines‎؛ زادهٔ ۷ اوت ۱۹۵۴) بازیگر اهل اسپانیا است.
از فیلم‌ها یا برنامه‌های تلویزیونی که وی در آن نقش داشته‌است، می‌توان به موج جنایت، بخت نیک، خانواده سرانو، آزمون، فرار مغزها، همه مردها مثل هم هستند، سوئیس کوچک، کندو، سلول ۲۱۱، ملکه اسپانیا و دختر رؤیاهای شما اشاره کرد.